# Pasigrafi

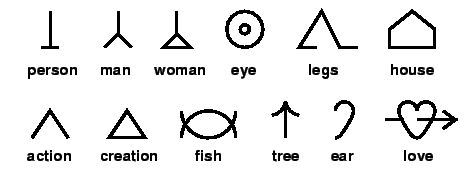
Grundläggande Blissymboler.

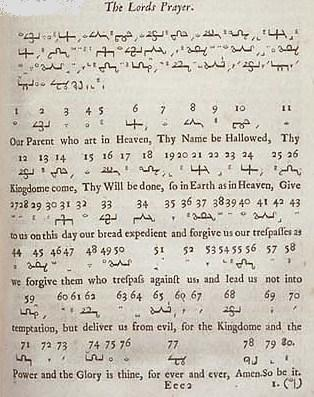
Herrens bön i John Wilkins Real Character.

En pasigrafi (från grekiskans πᾶσι pasi "till alla" och γράφω grapho "jag skriver") är ett skriftsystem där varje symbol representerar ett begrepp snarare än ett ord, ljud eller ljudkombination i ett talat språk. Ett parallellt svenskt begrepp är ”universalskrift”.
Målet med pasigrafin är att dess skrift ska kunna förstås av läsare oavsett språk. Termen användes först för ett system som föreslogs 1796, men ett antal pasigrafier hade utarbetats redan tidigare. I en undersökning av 60 historiska försök att skapa internationella hjälpspråk visar det sig att merparten av de projekt som föreslogs på 1600- och 1700-talet var olika slags pasigrafier. Flera pasigrafier och hjälpspråk, i flera fall illustrerade med exempeltexter, behandlas i en bok om konstruerade språk av Arika Okrent.
Bland framstående tänkare som engagerat sig för pasigrafiska idéer återfinns Kircher, Leibniz och Alexander von Humboldt. I Sverige umgicks tänkare som Emmanuel Swedenborg, Carl von Linné och särskilt Christopher Polhem med idéer som var nära besläktade med pasigrafin. Det första svenska försöket som betecknade sig som pasigrafi utgavs av major Carl Fredrik Pereswetoff-Morath 1800, endast några år efter det att begreppet lanserats av fransmannen Joseph de Maimieux. Ett senare svenskt försök, som fick stöd av bland andra Oskar II, gjordes på 1870-talet av journalisten Janne Damm men utvecklades inte vidare och föll snart i glömska.

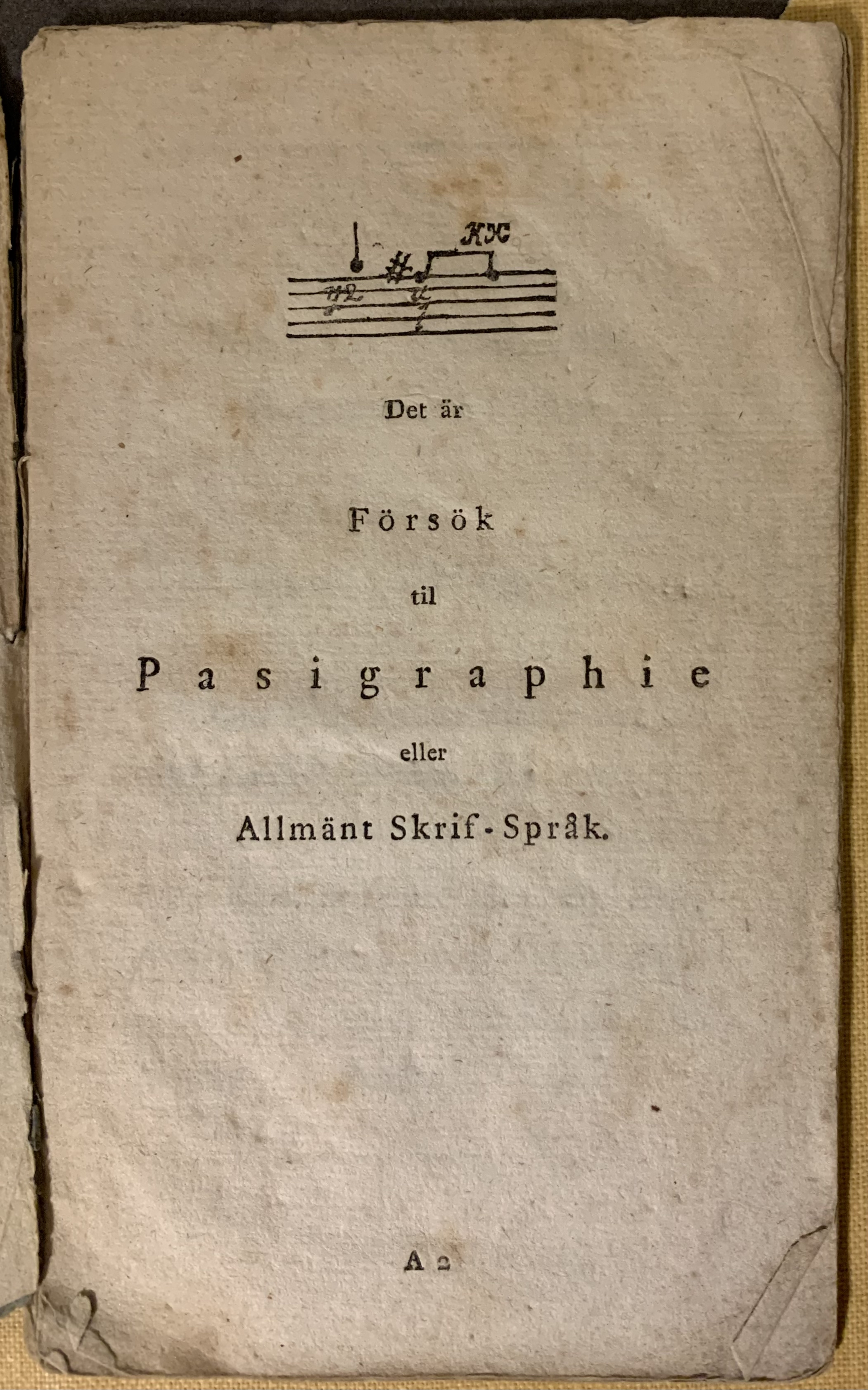
Carl Fredrik Pereswetoff-Moraths Pasigraphie eller Allmänt skrif-språk (1800), fol. A2r

Exempel på modernare pasigrafier är Bliss och IConji. Som ett slags pasigrafier kan man även räkna de skrivtecken som används i matematik, kemi, lingvistik och flera andra vetenskaper.

## Hänvisningar
1. ↑  E. Tegnér, Universal-skrift, Svensk tidskrift för politik, ekonomi och litteratur, 1876, sid  382—410, 766—768
2. ↑  Leopold Einstein, "Al la historio de la Provoj de Lingvoj Tutmondaj de Leibniz ĝis la Nuna Tempo", 1884. Reprinted in Fundamenta Krestomatio, UEA 1992 [1903].
3. ↑  Arika Okrent, In The Land of Invented Languages, Spiegel & Grau 2009 (ISBN 0385527888).
4. ↑  David Dunér, Språket i universum. Polhem och alfabetskonsten, Lychnos. Årsbok för idé- och lärdomshistoria, 2007, sid 133–164
5. ↑  Pasigraphie eller Allmänt skrif-språk. Stralsund 1800
6. ↑  J. L. Klüber. Kryptographik: Lehrbuch der Geheimschreibekunst, Tübingen 1809, sid 10
7. ↑  Praktische Pasigraphie oder die Kunst mit allén Nationen der Erde correspondiren zu können, ohne deren Sprache mächtig zu sein. Leipzig 1876.
8. ↑  J. (Janne) Damm, https://sok.riksarkivet.se/sbl/artikel/17239, Svenskt biografiskt lexikon (art av O. WlESELGREN.), hämtad 2022-12-05.
9. ↑  Pasigrafi i Nordisk familjebok (fjärde upplagan, 1951)